# جيمس فولي (كاهن كاثوليكي)
جيمس فولي (بالإنجليزية: James Foley) هو كاهن كاثوليكي أسترالي، ولد في 19 يوليو 1948 في بريزبان في أستراليا.